# Avatars
Pour les articles homonymes, voir Avatar.
Albums de William Sheller
William Sheller et le quatuor Stevens live
(2007) Piano en ville
Avatars est le 12e album studio de William Sheller sorti en 2008. L'album sera salué par la critique. D'après le site InfoDisc, l'album s'est vendu à 28 600 exemplaires.

## Titres
| 1.    | Avatar I (Log In)   | 5:44 |
| 2.    | La longue échelle   | 3:12 |
| 3.    | Tout ira bien       | 2:53 |
| 4.    | Félix et moi        | 2:39 |
| 5.    | Jet Lag             | 5:30 |
| 6.    | Tristan             | 4:34 |
| 7.    | Blackmail           | 3:24 |
| 8.    | Music Hall          | 2:21 |
| 9.    | Le veilleur de nuit | 2:26 |
| 10.   | Spyder le cat       | 3:24 |
| 11.   | Camping             | 4:54 |
| 12.   | Avatar II (Log Out) | 4:35 |
| 45:36 |                     |      |

## Crédits

### Musiciens
- William Sheller : chant, pianos, mellotron, rhodes, chœurs
- Dominic Miller, Sylvain Luc, Patrick Tison, Nicolas Fiszman : guitares
- Laurent Vernerey, Nicolas Fiszman : basse
- Denis Benarosch, Matthieu Rabaté : batterie
- Perry Montague-Mason : premier violon et lead
- Richard Watkins, Nigel Black : cor
- Stéphane Guillaume, Pierre-Olivier Covin, Jean-Michel Tavernier : saxophone
- Xavier Tribolet : orgue

### Réalisation
- Yves Jaget, Geoff Foster, Jacques Ehrhart : ingénieurs du son
- William Sheller : textes, compositions, arrangements, orchestrations
- William Sheller, Jacques Ehrhart : réalisation
- Yvan Cassar : direction d'orchestre
- Tony Coussins : mastering
- Lisa Roze, Frédéric Febvre : photos
- Jérôme Colliard : illustrations
- Barilla.design : artwork
- Isobel Girffiths Ltd : régie orchestre

## Classement musical
| Classement (2008) | Meilleure place |
| ----------------- | --------------- |
| France (SNEP)     | 11              |